# Elefant (Roman)
Elefant ist ein Roman von Martin Suter aus dem Jahr 2017. Die in Zürich spielende Geschichte handelt von einer Intrige, die in wechselnden Milieus spielt. Im Mittelpunkt steht ein gentechnisch erzeugter rosa Minielefant, der seinem Schöpfer, dem Direktor einer Gentechnikfirma, durch das angestrebte Patent Geld und Ansehen bringen soll, was aber einige Personen der Geschichte verhindern wollen.

## Hintergrund
Suter hatte vor einigen Jahren von einem Wissenschaftler erfahren, dass es denkbar sei, in naher Zukunft farbig leuchtende Tiere zu züchten. Bereits 2007 wurde von derartigen Tierversuchen mit Katzen berichtet. Diesen Aspekt greift der Autor in seinem Roman auf, da ihn diese Vorstellung nach eigenem Bekunden fasziniert habe. Der Autor antwortete auf die Frage, warum seine Geschichte sich teilweise im Obdachlosen-Milieu zuträgt:

„Ich brauchte jemanden, bei dem es glaubwürdig ist, dass er in einer Höhle oder in einem Keller oder in einer Hausruine auf einen kleinen rosa Elefanten stößt und denkt, er sei zu besoffen, er müsse aufhören zu saufen, wenn er jetzt schon rosa Elefanten sehe. Der rosa Elefant ist ja eine Redewendung. Im angelsächsischen Raum sieht man ‚rosa Elefanten‘, während wir ‚weiße Mäuse‘ sehen. Und bei der Suche nach solch einer Figur bin ich schnell auf einen Obdachlosen gestoßen.“

## Form und Inhalt
Der Roman besteht aus drei Teilen mit 40, 30 und 40 Kapiteln, die mit Zeitangaben wie 25. April 2013 und Am selben Tag überschrieben sind. Die Geschichte beginnt im Jahr 2013 und endet am 16. Dezember 2018. Der Autor verwendet in seiner realistisch angelegten und schlüssig aufgebauten Erzählung Rückblenden, Parallelmontagen und Elemente des Zukunftsromans, nicht aber die üblichen Fantasyelemente. Stellenweise nutzt die Geschichte spannungsfördernde Elemente des Thrillers. Am Ende des Buches sagt der Autor Wissenschaftlern Dank für die fachkundige Beratung in Details der Genforschung und -technik. Suter hat verschiedene Spezialisten konsultiert, die ihm das Verhalten von Elefanten, die Möglichkeiten und Gefahren der Gentechnik und Reproduktion erläuterten und das Procedere bei künstlicher Befruchtung von Elefantenkühen detailliert erklärten. Obdachlose aus Zürich wiederum führten ihn in die dortige Szene ein. Den Schutzumschlag des Buches ziert eine Illustration von Christoph Niemann.
Ein kleiner rosaroter Elefant erscheint am Schlafplatz des Obdachlosen Fritz Schoch, der in einer Erdhöhle lebt. Woher er gekommen ist, kann nur Roux, ein Gentechniker, erklären. Roux hat vor, mit dem durch genetische Manipulation des Erbguts erzeugten, in der Dunkelheit leuchtenden, Elefanten das Geschäft seines Lebens zu machen. Der durch Zufall zustande gekommene Kleinwuchs bietet nun aber auch die Möglichkeit, ein lebendiges Spielzeug für Kinder zu produzieren und ein Patent dafür zu erwerben. Als Absatzmarkt spekuliert er auf die reiche Elite der arabischen Ölstaaten, die ihren Kindern sicher ein solches Spielzeug kaufen würde. Der Haken dabei ist jedoch, dass ihm das kleine Wesen gestohlen wurde, bevor er seine Experimente abschließen konnte und es der Wissenschaft als sein Werk präsentieren konnte.
Kaung, ein burmesischer sogenannter Elefantenflüsterer, der in einem Zirkus arbeitet, hat die Geburt des genveränderten Tieres durch eine Elefantenleihmutter begleitet, sieht aber das kleine Wesen als etwas ganz Besonderes an, das heilig sei, beschützt und versteckt werden müsse. Schoch, der Obdachlose, hat nun plötzlich wieder eine Aufgabe, er kümmert sich um das Tier und bringt es, nachdem es krank geworden ist, zu einer Tierärztin, die Hunde und Ratten der Junkies und Obdachlosen gratis behandelt. Die Odyssee des Elefanten führt ihn von einem kleinen Zirkus, in dem er geboren wurde, zu einem einsam gelegenen Bergbauernhof, durch die Zürcher Obdachlosenszene und weiter zu einer feinen Villa auf dem Zürichberg, bis er schließlich nach Myanmar gelangt und dort als eine Art Elefantengott verehrt wird.

## Personen des Romans
Martin Suter scheidet die Charaktere des Romans strikt in gute und böse, ohne Zwischenstufen.
Die kleine Elefantenkuh mit dem Namen Sabu Barisha hat wundersame Eigenschaften, sie ist nur etwa vierzig Zentimeter lang und dreißig Zentimeter hoch und ihre rosafarbene Haut leuchtet im Dunkeln. Wegen dieser besonderen Eigenschaften verfolgen die Personen der Geschichte unterschiedliche Pläne mit ihr. Rein finanzielle Interessen hat der skrupellose, ehrgeizige und rücksichtslose Gentechniker Paul Roux, Direktor einer kleinen Gentechnikfirma mit einem Gentechnikmulti aus China als stillem Teilhaber, der industriell nach der CRISPR/Cas-Methode Nutz- und Haustiere herstellt und sich nun von Roux’ Arbeit einen neuen Markt verspricht. Sein Gegenpart sind der Obdachlose Fritz Schoch, ein geschiedener früherer Investmentbanker, und die „guten“ Tierärzte Dr. Reber und Valerie Sommer, welche sich völlig ihrem sozialen Engagement im Milieu der Obdachlosen, Junkies und anderer gesellschaftlicher Randgruppen widmet. Eine mythisch-religiöse Rolle spielt in der Geschichte Kaung, der „Elefantenflüsterer“ aus Burma, der in dem kleinen Tier ein heiliges und schützenswertes Wesen sieht und es retten will. Er will es unter allen Umständen aus Europa fortschaffen und in seiner Heimat in einer buddhistischen Kultstätte unterbringen.

## Rezensionen (Auswahl)
Die Medien nahmen Suters Buch meist positiv auf. Allerdings merkten einige Rezensenten an, dass in dem Roman die Grenze zwischen Gut und Böse scharf gezogen sei; dies wurde aber meist akzeptiert, da die Geschichte der Gattung nach ein modernes Märchen sei.

„Mit der Geschichte von Sabu Barisha […] hat Martin Suter ein veritables Märchen geschrieben. Es kämpfen die Guten gegen die Bösen, über Kontinente hinweg, und es gibt sogar am Ende eine Liebe zwischen zwei Menschen, die eigentlich unmöglich schien. Wie in den schönsten Märchen muss das „Und wenn sie nicht gestorben sind …“ den Tod aushalten, die Trauer um Verlust.“

„Thematisch relevant, aber philosophisch überfrachtet. Gut und böse sind in diesem Roman so übersichtlich verteilt wie im Märchen. So unwahrscheinlich die Existenz eines rosa phosphoreszierenden Minielefanten auch wirken mag, so plausibel begründet der Roman seine realistische Herstellbarkeit.“

„In seinem neuen Roman "Elefant", [...] wird das Strickmuster, nach dem er gebaut ist, sozusagen als Blaupause mitgeliefert. Hier eine Handvoll Bösewichte, alles Gentechniker mit sinistren Absichten; dort eine Handvoll guter Menschen; und dazwischen ein rosa leuchtender Elefant von der Grösse eines Spielzeugs: das Ergebnis einer Genmanipulation und einer Laune der Natur.“

Einen handfesten Verriss lieferte der Literaturkritiker Denis Scheck in seiner ARD-Sendung druckfrisch: „Der wissenschaftliche Gehalt dieses Romans um einen selbstleuchtenden rosa Mini-Elefanten ist erbärmlich.“ Sein Fazit ist, dass dieser Roman ein „indiskutabler Schrotthaufen“ sei.

## Ausgaben
- Martin Suter: Elefant. 1. Auflage. Diogenes, Zürich 2017, ISBN 978-3-257-06970-9.